# محمد عبد الغفار عثمان علي
محمد عبد الغفار عثمان علي [1934 - ] داعية إلى مذهب أهل السنة والجماعة وأستاذ جامعي سوداني تقلد عدة مناصب في مؤسسات التعليم العالي بالسودان.

## مولده وأصله
ولد محمد عبد الغفار بمنطقة بري المحس شرقي بالعاصمة السودانية الخرطوم في العام 1934 م لأبوين من منطقة الدناقلة بالولاية الشمالية فوالده عبد الغفار من قرية أوربي ريفي القولد ووالدته الحاجة نفيسة ادريس حمد حاكم من قرية سوري الواقعة مباشرة الي جهة الجنوب من اوربي.

## تعليمه
تلقي الدكتور محمد عبد الغفار تعليمه الابتدائي بمدرسة بري المحس الأولية ثم بمدرسة الخرطوم الوسطى ثم بمدرسة وادي سيدنا الثانوية. التحق بعدها بكلية العلوم بجامعة الخرطوم حيث حصل على درجة بكالوريوس العلوم في الكيمياء من جامعة لندن سنة 1958 ثم ابتعث الي جامعة ادليد بأستراليا حيث حصل علي بكالوريوس الشرف في الكيمياء ثم الماجستير سنة 1964.
تم ابتعاثه الي جامعة لندن حيث حصل علي الدكتوراة في الكيمياء العضوية سنة 1970.

## العمل في مجال التدريس
عمل منذ تخرجه في عام 1958 مدرساً بمدرسة وادي سيدنا الثانوية ثم انتقل إلى مدرسة حنتوب الثانوية وعمل بها حتى العام 1962. التحق في العام 1964 للعمل محاضراً بمعهد المعلمين العالي بأم درمان والذي أصبح فيما بعد كلية التربية - جامعة الخرطوم وبعد حصوله على الدكتوراة في عام 1970 أصبح عميداً للمعهد. تم تعيينه عميداً لمعهد التأهيل التربوي ثم مديراً لمعهد الكليات التكنولوجية (جامعة السودان للعلوم والتكنولوجيا حالياً) في العام 1975 واستمر مديرا حتى 1979. سافر إلى المملكة العربية السعودية في العام 1985 والتحق بالعمل في الكلية التقنية بالرياض أستاذاً مساعداً ورئيساً لقسم التقنية الكيميائية حتى العام 1991. التحق بعدها بالعمل أستاذاً مشاركاً بقسم الكيمياء بكلية التربية - جامعة الخرطوم ثم انتقل إلى قسم الكيمياء بكلية العلوم بنفس الجامعة في العام 1997 واستمر حتى العام 2007 وكان ريئساً للقسم في الاربع سنوات الأخيرة ثم تقاعد منهياً قرابة خمسين عاماً في التعليم والإدارة.

## العمل الإداري
- عميد معهد المعلمين العالي بأم درمان
- عميد معهد التأهيل التربوي.
- مديراً لمعهد الكليات التكنولوجيا (جامعة السودان للعلوم والتكنولوجيا حالياً) من 1975-1979
- رئيساً لقسم التقنية الكيميائية بالكلية التقنية بالرياض (المملكة العربية السعودية) 1985-1991
- رئيساً لقسم الكيمياء-كلية العلوم-جامعة الخرطوم 2004-2007 حيث انتهى عمله بالتقاعد.
- عضواً بالمجلس القومي للتعليم العالي (1972-1979)
- عضواً بمجلس جامعة جوبا (1975-1979).
- عضواً بالمجلس الوطني الانتقالي (البرلمان السوداني) في العام 1994
- شارك في تأسيس كلية جبرة العلمية وهي كلية جامعية متخصصة في الدراسات الشرعية
- عضو مجلس إدارة جامعة الخرطوم من 2020 وحتي الآن.

## العمل الدعوي
يقوم الشيخ محمد عبد الغفار بواجب الدعوة إلى الله تعالى على مذهب أهل السنة والجماعة منذ ثمانينات القرن العشرين مستنداً إلى كتاب الله وسنة رسوله صلى الله عليه وسلم الصحيحة على فهم سلف الامة فقد القى عدداً كبيراً من المحاضرات الدينية لطلاب الجامعات السودانية وشارك في عدد من الندوات كما كانت له دروس اسبوعية بمساجد البراري وامتداد ناصر المختلفة. كان يؤم المصلين يوم الجمعة لفترة قصيرة بجامع بري المحس في الثمانينات من القرن الماضي كما كان اماماً وخطيباً للجمعة بجامع الصحابة بالحاج يوسف المايقوما ورئيساً للجنته لاكثر من عشر سنوات وله به دروس عديدة كما كان يجيب بانتظام على اسئلة المصلين به.

## مؤلفاته
للشيخ الدكتور محمد عبد الغفار العديد من المؤلفات التي جمعت عصارة خبرته وإلمامه بالعلم الشرعي وبعلوم الكيمياء وفلسفة التعليم العالي. فقد اعتكف في السنين الأخيرة وفرغ نفسه للتأليف في العلوم الشرعية والكيمياء وفي فلسفة التعليم العالي وفي الرد على العلماء الملاحدة وفي سيرة عائلته حيث له مؤلفات باللغة العربية واخرى بالإنجليزية، بعضها منشور وبعضها تحت الطبع والبعض الآخر قيد المراجعة
ومن مؤلفاته المطبوعة في العلوم الشرعية:
Current Philosophies, Patterns, & Issues in Higher Education: Sudan Education in International Perspective
1988 - Khartoum University Press
- إتحاف السالك بعقيدة ومنهج الإمام مالك

- نقض عقيدة الأشاعرة وبيان عقيدة السلف الباهرة
- من مطارف المهد إلى مشارف اللحد